# Lechosław Litwiński
Lechosław Litwiński (ur. 29 maja 1927 w Lublinie, zm. 5 czerwca 1963 w Łodzi) – polski aktor teatralny i filmowy.

## Wykształcenie
Ukończył studia na Wydziale Prawa KUL (1951). Jednocześnie studiował w Szkole Dramatycznej, którą ukończył w 1948 r.

## Kariera teatralna w Lublinie
Debiutował w Teatrze Miejskim w Lublinie (sez. 1948/1949) i występował w nim do 1955 r. Po kilkuletnim okresie pracy w teatrach łódzkich ponownie występował w Lublinie, w teatrze „Estrada”. Na scenie lubelskiej wystąpił m.in. w rolach: Charmidesa (Obrona Ksantypy), Sergiusza (Żołnierz i bohater), Marschalla (Lisie gniazdo), Anzelma (Skąpiec), Remba (Damy i huzary) i Kirkora (Balladyna).

## Kariera teatralna w Łodzi
Lechosław Litwiński występował w Łodzi w teatrach: Estrada Satyryczna (1955–1957), Teatr Satyry (sez. 1957/58) oraz 7.15 (1958–1961). W tym okresie grał m.in. role: Sandroviciego (Ich głowy) i  Papugajczykowa (Śmierć Tarełkina).

## Role filmowe
Wystąpił w spektaklu telewizyjnym Cienie (1959) oraz w filmie: Krzyżacy (1960) w roli Wilka ze Zgorzelic.